# Érase una vez en los Andes
Érase una vez en los Andes es una película peruana de drama romántico bélico de 2023 dirigida, escrita y coproducida por Rómulo Sulca y protagonizada por Maribel Baldeón y Juan Cano.
Basada en el cuento La Guerra de la Cruz del Sur de Alberto Chavarría Muñoz,la película es una historia de amor entre una campesina de los Andes centrales de Perú y un soldado chileno durante la Guerra del Pacífico. 

## Sinopsis
Lautaro, un soldado chileno, es sorprendido con sus tropas en campaña en la sierra central del Perú, malherido y siendo el único sobreviviente de la Guerra del Pacífico, es reanimado por Margarita, una lugareña que pastoreaba su ganado en los alrededores. Allí comenzará una historia de amor a pesar de las barreras idiomáticas y culturales. 

## Reparto
- Maribel Baldeón como Margarita
- Juan Cano como Lautaro
- Agustina Alarcón
- Félix Poma
- Beto Pomacanchari
- Moisés Quichua

## Producción
El rodaje empezó el 14 de junio de 2021 y terminó el 12 de julio del mismo año en Sarhua, Ayacucho.

## Estreno
Érase una vez en los Andes tuvo su estreno mundial el 27 de noviembre de 2023 en el 54º Festival Internacional de Cine de la India y luego se proyectó el 8 de febrero de 2024 en el Festival de Cine Iberoamericano de Miami.
Su estreno en Perú fue en el Festival Internacional de Cine Al Este el 30 de mayo y 1 de junio de 2024 y su lanzamiento en cines comerciales a nivel nacional se dio el 5 de septiembre de ese año.